# Grażyna Garbaczewska
Grażyna Garbaczewska (ur. 10 lutego 1949 we Wrocławiu) – polska botanik, prof. nadzw. SGGW, była prof. nadzw Politechniki Białostockiej.

## Życiorys
Jest absolwentką Wydziału Biologii Uniwersytetu Warszawskiego. W 1971 odbyła studia asystenckie na SGGW, od 1972 pracowała tamże w Katedrze Botaniki jako asystent. W 1978 uzyskała stopień doktora, a w 1990 stopień doktora habilitowanego na podstawie rozprawy zatytułowanej Struktura floemu i organów generatywnych jęczmienia i owsa porażonych BYDV. Od 1978 do 30 września 2003 pracowała na Wydziale Rolnictwa i Biologii SGGW jako adiunkt. Równocześnie, od 1 października 1996 do 1 sierpnia 2002 była profesorem nadzwyczajnym na Politechnice Białostockiej. 1 października 2003 została profesorem nadzwyczajnym w Katedrze Botaniki na Wydziale Rolnictwa i Biologii SGGW.
W latach 2008–2012 i 2012-2016 pełniła funkcję dziekana w Szkole Głównej Gospodarstwa Wiejskiego w Warszawie na Wydziale Rolnictwa i Biologii. 
Została odznaczona Medalem Komisji Edukacji Narodowej. 